# Bolso Birkin

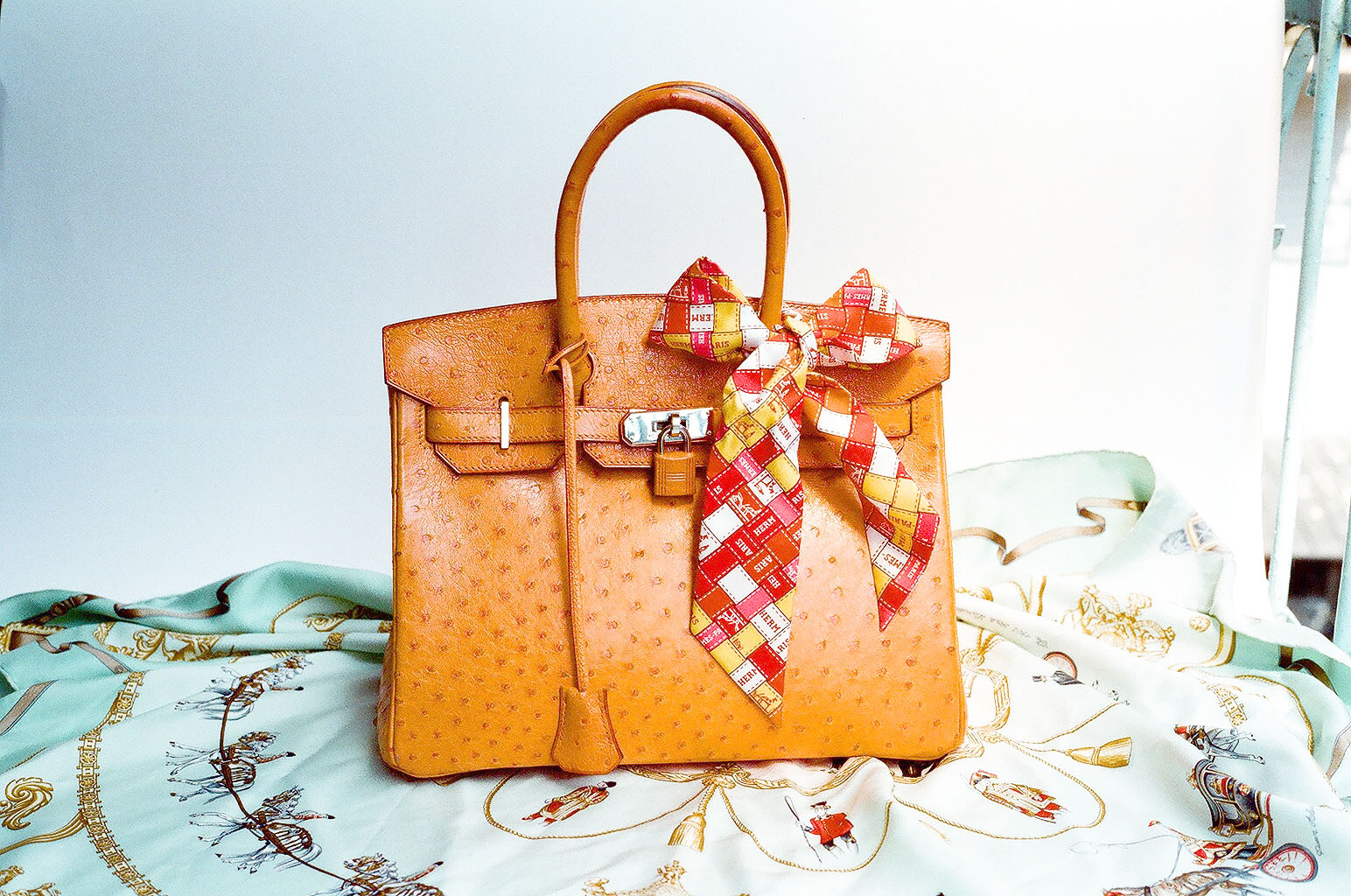
Bolso Birkin.

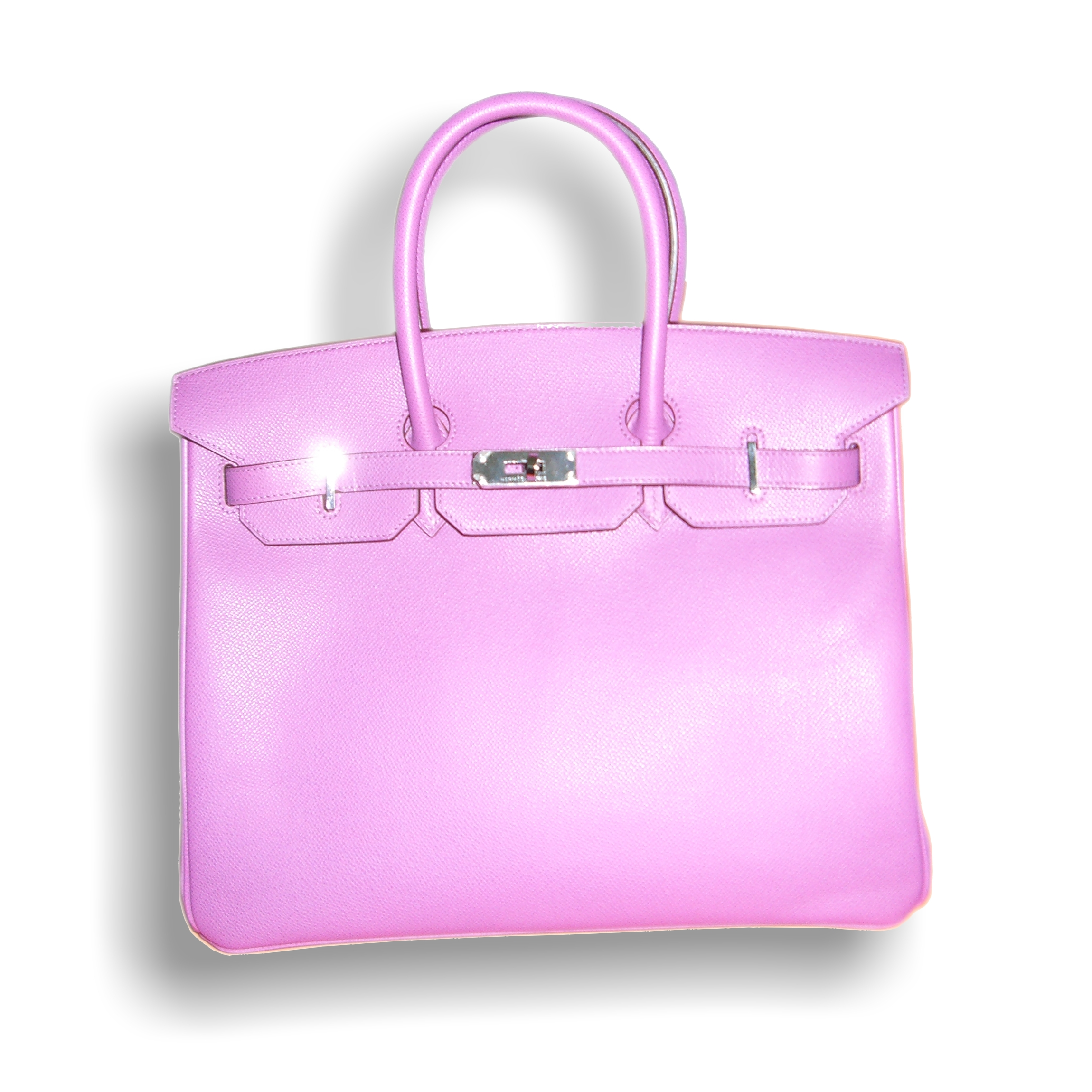
Bolso Birkin.

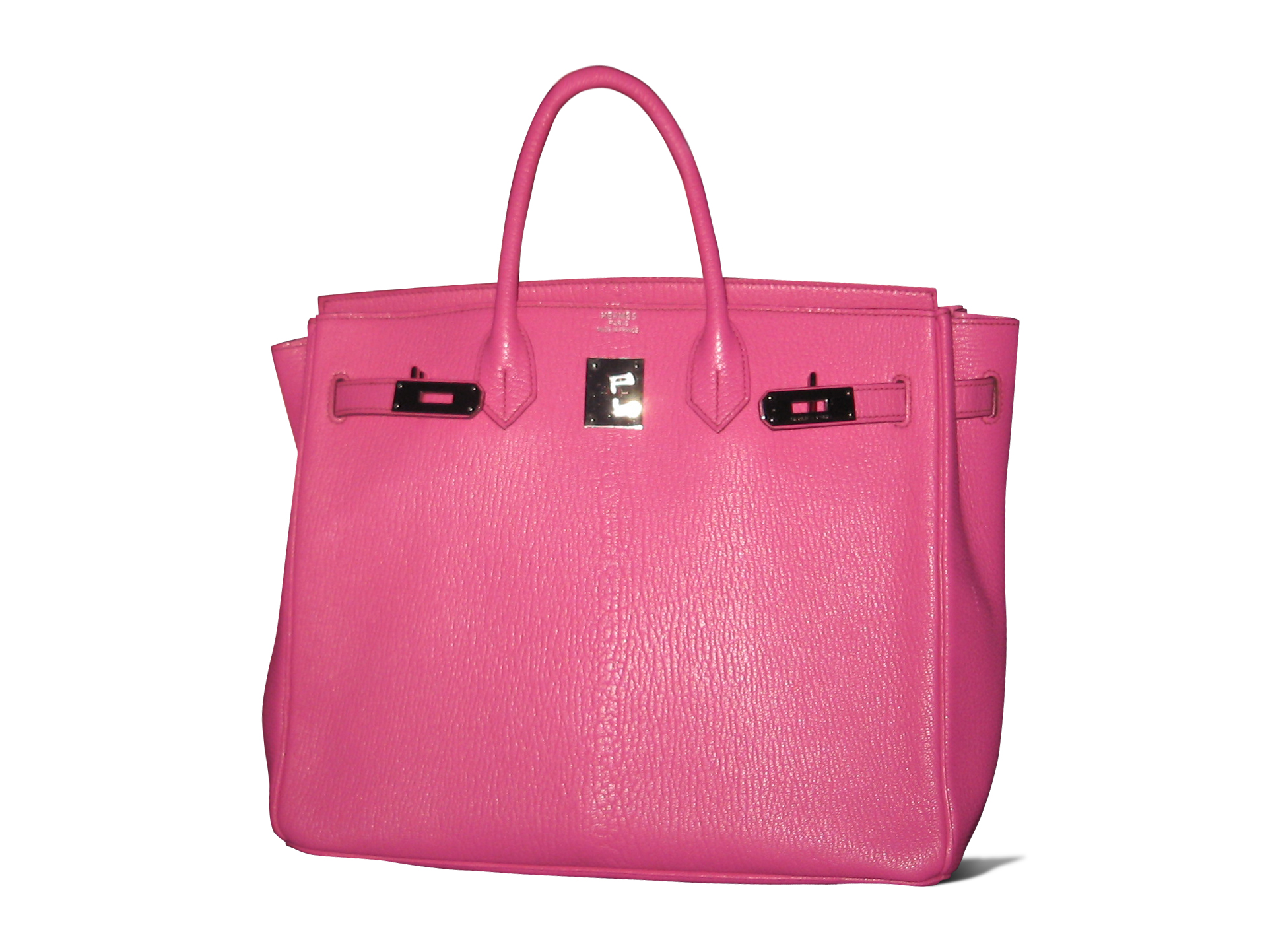
Bolso Birkin.

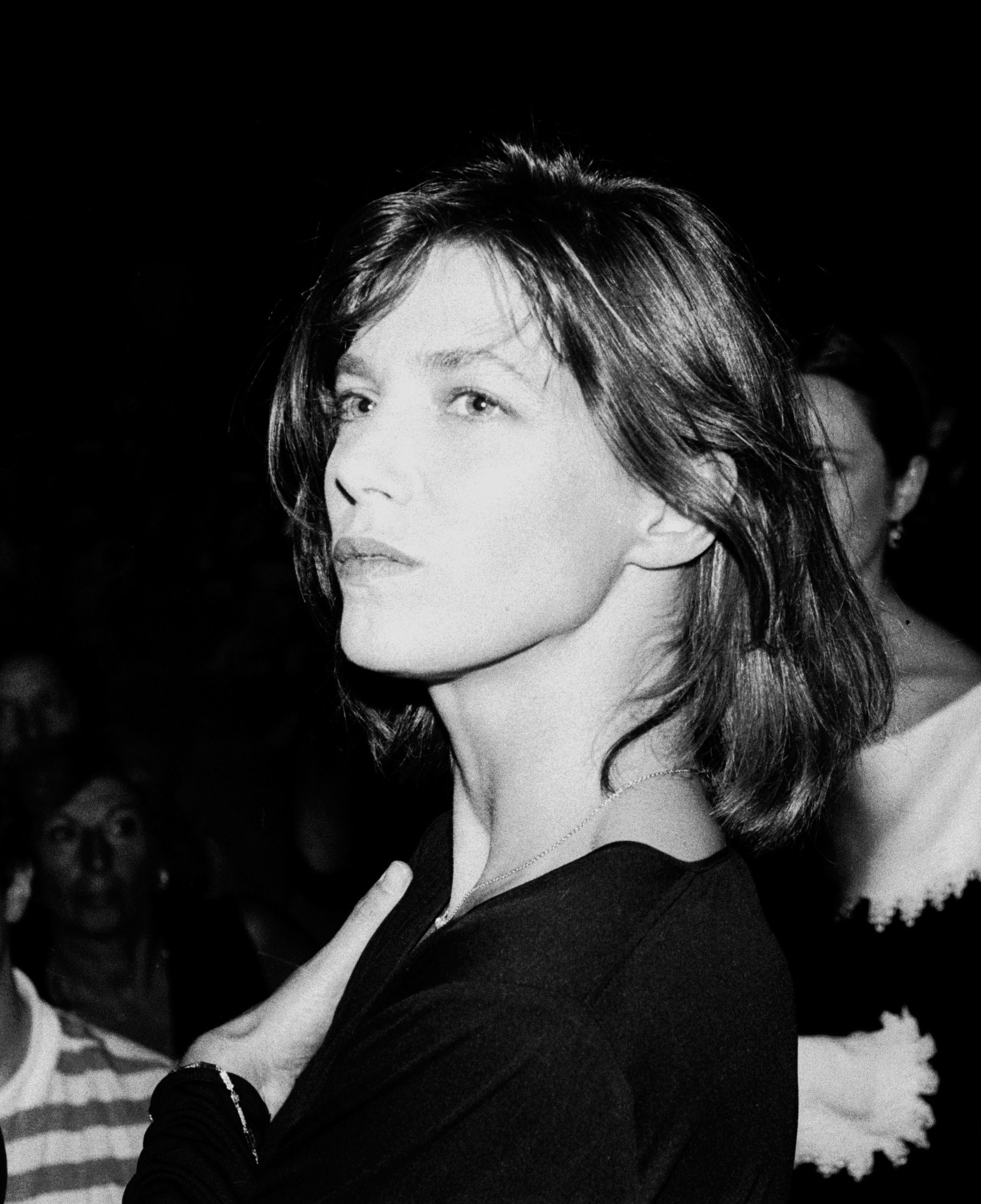
Jane Birkin.

El Birkin es un bolso fabricado por el diseñador y fabricante de artículos de cuero Hermès. El bolso fue bautizado con ese nombre en honor a la actriz y cantante franco-británica Jane Birkin. 

## Origen
La misma Birkin contó cómo fue el origen del bolso: En 1984 mientras ella viajaba en avión en un vuelo de París a Londres, sentada junto a ella iba el presidente de la compañía Hermès, cuando accidentalmente se le deslizaron los contenidos de su bolsa de viaje de paja. Mientras los recogía, ella le explicó que le había resultado difícil encontrar un bolso de cuero que le gustara y él le ofreció diseñarle un bolso a su medida, por lo que ella hizo un bosquejo de lo que sería su bolso ideal, proveyendo así el modelo de lo que llegaría a ser conocido simplemente como "el Birkin". En 2006, Birkin remarcó que la fama del bolso había excedido la suya propia: "Ahora cuando mi hija [la actriz Charlotte Gainsbourg] viaja a Nueva York, le preguntan si es la hija del bolso."

## Publicidad
El bolso ha aparecido en series populares de televisión, tales como Sex and the City, Las Chicas Gilmore (sexta temporada, episodio 6) y Will & Grace. En Las Chicas Gilmore el bolso le fue regalado a Rory por su novio Logan. También es mencionado en Gossip Girl, cuarta temporada, episodio veintiuno: Serena VDW habla con Rufus Humphrey acerca de como su madre Lily Humphrey no se despega de la página de E-bay porque esta 'pujando' por un Birkin. En la cultura pop, el "Birkin" se ha convertido en un símbolo de lujo supremo, aunque su ostentación y uso por las esposas y novias de algunos jugadores de fútbol en el mundial de Alemania 2006 causó que algunos diseñadores comenzaran a especular sobre una decadencia en su popularidad.
En la serie New Amsterdam episodio 3 de Netflix aparece un bolso Birkin del que se dice vale 15,000.00 de dólares.

## Disponibilidad
Generalmente, el costo de los bolsos Birkin más económicos rondan los 6000 dólares, y pueden ascender fácilmente a valores de 5 y a veces de hasta de 6 dígitos. La presunta lista de espera para obtener un Birkin actualmente es de dos años, aunque, en la práctica una clienta puede ir a un comercio Hermès y adquirir uno, en caso de que el representante de la sucursal considere que se trate de una legítima interesada y no de una revendedora con fines de lucro. En la novela de Plum Sykes Las Rubias Bergdorf (2004), Julie Bergdorf roba un Birkin del local comercial de su familia para así poder evadir la frustrante lista de espera de tres años. Sophie Albou, fundadora de la cadena de comercios "Paul & Joe", declaró haber adquirido un Birkin por temporada durante diez años, describiendo su colección como una "adicción muy costosa, pero... es parte de mi herencia como mujer francesa".

## Fabricación y materiales
Los bolsos Hermès Birkin son hechos completamente a mano, y su fabricación demora alrededor de 5 semanas. El interior es normalmente de piel de cabra, entonando con el color exterior. Las partes metálicas tales como llaves, cerrojos, hebillas, son de paladio, aunque a pedido pueden también diseñarse de oro, rutenio, o de otros metales. El cerrojo está cubierto normalmente por el cuero de la cartera, aunque se puede solicitar que sea solo metálico. A pedido se pueden agregar diamantes a las partes metálicas.
Los precios de reventa parten desde los 10.000 dólares por un Birkin de cuero, 50.000 por uno de piel de cocodrilo, y hasta 120.000 por uno de piel de cocodrilo negro con diamantes pavè. La disponibilidad en los comercios varía a discreción del representante del mismo. El precio de la piel de cocodrilo depende del tamaño de las escamas. Pieles con pequeñas escamas cuestan mucho más que aquellas con escamas grandes. Un bolso Birkin con oro y diamantes puede ser más barato que uno de cocodrilo a escamas pequeñas.
Una recompensa, consistiendo en un bolso Birkin de 16.000 dólares para el miembro de CozyCot que tenga el mayor número de puntos por el momento en que se registra la millonésima persona, fue presentada también en The Straits Times.
En 2025 en el contexto de la Guerra comercial entre China y Estados Unidos, un artesano chino, declaró que el país de fabricación de los icónicos bolsos de Hermès era China, lugar, en el que se fabricaba el bolso a excepción del emblema y la etiqueta Made in France o Made in Italy. y cuyo costo de fabricación con materiales italianos, alemanes y franceses más la mano de obra del trabajador chino, rondaba los 1 395 dólares. aproximadamente. 